# Ізографічне видання
Ізографі́чний докуме́нт — це документ, зміст якого зафіксовано у вигляді точного, зменшеного, збільшеного або формалізованого відображення зовнішніх характеристик реального чи уявного об'єкта за допомогою іконічних знакових засобів. Ізографічний документ містить інформацію, подану за допомогою зображення якого-небудь об'єкта (одного або кількох).
В ізографічних документах основну інформаційну функцію виконує образотворче зображення, а короткий текст — пояснювальну функцію.

## Класифікація ізографічних видань
Ізодокументи класифікують за такими загальними ознаками документа:
- спосіб зображення;
- матеріальна конструкція;
- спосіб виготовлення;
- функціональне призначення.

За способом зображення розрізняють фотовидання, альбоми і атласи креслень (науково-технічні, архітектурні) і видання художньо-образного характеру.
За матеріальною конструкцією розрізняють книжкові, аркушеві й карткові ізовидання.
До книжкових ізовидань відносять:
- альбоми з мистецтва, що містять репродукції творів малярства, графіки, скульптури, архітектури прикладного й народного мистецтва або оригінальні авторські форми (гравюри, офорти, літографії, монотипи та ін.);
- фотоальбоми: документальні, історичні, портретнобіографічні, пам'ятні, з кіно- і театрального мистецтва й оригінальні видові, публіцистичні;
- науково-технічні альбоми: медичні, природничо-наукові, робочих креслень та ін.;
- видання не альбомного типу по образотворчому мистецтву, що містять значний обсяг ілюстрацій. Сюди ж можна віднести й картографічні атласи.

Аркушеві — являють собою один або кілька аркушів паперу будь-якого формату без їх скріплення. До аркушевих ізовидань належать плакати, афіші, буклети, репродукції, естампи. Карткову форму мають листівки, календарики, календарні стінки.
За способом виготовлення друкарської форми ізовидання класифікують на естампи, форму для друку яких виготовляє сам художник (станкова друкарська форма), і репродукції, форма для яких виготовляється поліграфічним способом .
За функціональним призначенням ізовидання поділяються на нормативно-інструктивні, наукові, виробничо-практичні, навчальні, масово-політичні, науково-популярні й рекламні.
Плакат — аркушеве ізовидання, що містить малюнок, фотографію, монтаж або яке-небудь спеціальне зображення з невеликим текстом пояснення. Це великоформатне не сфальцьоване видання, у більшості випадків з одностороннім друком. Він є невід'ємною частиною візуальної культури, ефектнішим засобом масової інформації. За ефективністю впливу на глядача плакат поступаються хіба що телебаченню й періодичним виданням.
За знаковою природою інформації плакати діляться на образотворчі — що складаються з напису і зображення і текстові — що є одним художньо виконаним текстом. За засобами виконання оригіналу художником (графічним або мальовничим) плакати бувають площинними, об'ємно-просторовими або комбінованими, одноколірними або багатоколірними. За цільовим призначенням плакати поділяють на:
- масово-політичні (агітплакати про найважливіші події політичного, економічного, культурного життя країни);
- нормативно-інструктивні (плакати з роз'ясненням стандартів, технічних умов, нормативів; плакати з охорони праці і техніки безпеки; виробничо-практичні плакати про прогресивні методи праці в промисловості, сільському господарстві, охороні здоров'я, освіті, культурі);
- науково-популярні (плакати з історії, філософії, економіки, призначені для лекційної, культурно-просвітницької роботи);
- навчальні (плакати-посібники для навчальних закладів);
- рекламні (плакати про різні товари і послуги, плакати (оголошення) про виставки та концерти, персональні плакати, присвячені майстрам образотворчого мистецтва, архітектури, декоративно-прикладного і народного мистецтва, плакати з музики, естради, цирку, театрального і кіномистецтва). Різновидом рекламного образотворчого видання є афіша.